# Offermose
En offermose er i arkæologisk betydning en mose, hvor der i forhistorisk tid blev lagt gaver til guderne. Måske som tak for en sejr. Genstandene blev ødelagt symbolsk og ofret i mosen (eller søen). 
Over hele Europa har det været almindeligt at ofre til guderne ved at kaste genstande i moser eller søer, der senere er blevet til moser. Det formodes at være sejrherren, som har ofret krigsbyttet fra fjenden i form af mennesker, dyr, våben, både og andet udstyr. 
Offermoser er kendt i Skandinavien, Tyskland, Holland, Storbritannien og Irland. Fundstederne i Nordvest- og Nordeuropa har forbindelse til de germanske kulturer, men enkelte har forbindelse til den yngre jernalder. Den arkæologiske betegnelse for disse pladser skyldes, at de fundne genstande vidner om en bevidst offerhandling. 
Ofringerne var for de germanske stammer en måde til at få kontakt med guderne. Igennem det grundliggende princip blev der ved siden af offergaverne fundet snittede pæle, som formodentlig forestiller de germanske guder. Der er fundet mange genstande fra dagligkulturen som kunsthåndværk og madrester. Der er nedlagt hele dyr eller dele af dem, og de kan være spist som en del af offerhandlingen. 
Ofre som våben og rustningsdele som hjelme blev som regel først ødelagt og delvis forsynet med korte runeindskrifter. Da byttegodset åbenbart bevidst er blevet nedlagt i mosen, blev det formodentlig ofret for at takke guderne for en vundet sejr eller for at fejre den. Det er kun få af de ca. 500 moselig, som kan betegnes som menneskeofringer. Det var almindeligt at sænke krigsfanger og slaver i moserne.
For arkæologien er de mange velbevarede mosefund en vigtig informationskilde. Da de fleste af offermoserne har været i brug over et længere tidsrum, er det relativt let at tidsbestemme objekterne efter deres placering i lagene.

## Kendte offermoser
| Offermosen       | Beliggenhed     | Land     | Tidsperiode            |
| ---------------- | --------------- | -------- | ---------------------- |
| Hjortspring Mose | Als             | Danmark  | 400 f.Kr. - 300 f.Kr.  |
| Nydam Mose       | Sundeved        | Danmark  | 300 e.Kr - 400 e.Kr    |
| Illerup Ådal     | Østjylland      | Danmark  | 200 e.Kr. - 400 e.Kr   |
| Kragehul         | Fyn             | Danmark  | 200 e.Kr - 550 e.Kr.   |
| Illemose         | Fyn             | Danmark  | 100 f.Kr. - 200 e.Kr.  |
| Vimose           | Fyn             | Danmark  | 100 e.Kr. - 150 e.Kr.  |
| Thorsbjerg Mose  | Slesvig-Holsten | Tyskland | 100 e.Kr. - 400 e.Kr.  |
| Niederdorla Mose | Thüringen       | Tyskland | 600 f.Kr. - 1200 e.Kr. |
| Skedemosse       | Öland           | Sverige  | 200 e.Kr. - 500 e.Kr.  |

### Hjortspring Mose
Hjortspring Mose ligger ved Hjortspringkobbel på øen Als. De fundne objekter er fra 350 f.Kr. (Før-romersk jernalder). 
Betydelige dele af Hjortspringbåden og af våbnene blev optaget ved tørvegravning omkring 1880, uden at det dengang kom til arkæologernes kendskab. I 1921-22 blev der gennemført en totalundersøgelse af den lille mose på ca. 45 x 50 m, beliggende 42 m over havet og 3–4 km fra kysten. Der blev fundet store mængder af våben af jern og ben samt skjolde og andet udstyr af træ. I 1922 koncentreredes arbejdet om båden, der var stærkt beskadiget ved tørvegravning, men hvoraf der dog var bevaret betydelige partier over en længde på ca. 14 m med dele af begge stævne, orienteret nord-syd. Udgravningen afsluttedes i september 1922.
Fundet er udstillet på Nationalmuseet i København, hvor de skrøbelige fragmenter af båden er monteret på et metalstativ, som viser den slanke båds oprindelige form.

### Nydam mose
Nydam Mose på 12 hektar ved Øster Sottrup nordvest for Sønderborg var oprindelig den inderste del af en vig ud til Als Sund. Mosen har rummet og  indeholder mange oldsager fra store våbenofringer i jernalderen. Der er fundet tre både, men kun Nydambåden er bevaret, mange våben og flere andre genstande. Offersøen, hvor genstandene blev ofret, havde et vandspejl på ca. 4 m og en dybde på 1 – 1,5 m. Mange af genstandene blev som en symbolsk handling bevidst ødelagt ved ofringen og bærer mærker af hug, stød og stik med skarpe våben. Hesteskeletterne er groft mishandlede. 
De fleste af fundene findes i dag på arkæologisk museum på Gottorp Slot i Slesvig by og på Nationalmuseet i København. Desuden er der genstande i Flensborg Kunstindustrimuseum, Berlin, Saint-Germain-en-Laye (Frankrig) og på Moesgård i Århus. Nydambåden er i dag opstillet på Gottorp Slot.
Der er en parkeringsplads og et info-hus ved Nydamvej. Herfra er der ca. 10 minutters gang ud ad Nydamstien ind til Nydamselskabets lille hvide hus, Nydamhuset, som ligger ud for fundområdet. 

### Illerup Ådal
Illerup Ådal mellem Stilling og Skanderborg er kendt for fund af store mængder våben, der i jernalderen blev ofret i den sø, der dengang dækkede 10 hektar. De første fund afdækkedes under dræningsarbejde i 1950, og området blev udgravet i 1950'erne og igen i 1975-1985. Der er fundet mere end 15.000 genstande; det er først og fremmest våben og personligt udstyr fra forskellige perioder af jernalderen.
- Våben fra Nydam mose
- Kammer og spænder fra Nydam mose
- Keramik, trækar og rester av seletøj og andet fra Nydam mose
- Redskaber fra Nydam mose

## Offermoser og den norrøne mytologi
Stenalder-, bronzealder- og jernaldersamfundene ofrede genstande, dyr og mennesker i søer og moser efter de kultiske og rituelle krav som mytologien og folketroen i disse samfund satte til det rigtige fremfærd i forskellige situationer. Hvilken slags mytologi som rådede i sten- og bronzealderen, kan vi i dag ikke tyde ud fra andre kilder end de arkæologiske fund, og meget kan være hypotetisk. Den norrøne mytologi, som vi kender fra digtsamlingen den Ældre Edda, Snorri Sturlusons Edda og andre middelalderskrifter, kan kun give nogenlunde pålidelige oplysninger når det gælder jernalderen. Men mellem den tidsperiode hvor de store krigsbytteofringer fandt sted i de danske indsøer og moser i ældre jernalder, og den tid da den nordiske førkristne mytologi blev nedskrevet i middelalderen i den form den fik gennem overleveringer i afskrift af afskrift i forskellige versioner gennem flere hundrede år, og meget kan have ændret sig i den lange tidsperiode. Desuden er der sandsynligvis gjort ændringer og tilpasninger i disse middelalderfremstillinger for at harmonisere hele den hedenske fortids mytologi, kult og samfundsordning til den kristne tro på at ingen anden guddom end den kristne Gud var verdens skaber og alt det som var i den.